# Rundkino de Dresde
Le Rundkino Dresden (en français : cinéma rond de Dresde) est un bâtiment construit à Dresde en Allemagne.
Construit en 1972 du temps de la RDA, il est situé sur la Prager Straße. Sa rotonde a un diamètre de 50 mètres et une hauteur de 20 mètres.
C'est le troisième bâtiment cylindrique de la RDA et le premier du genre pour le public. Avec sa forme spécifique et sa grande salle de 898 places, ce cinéma circulaire est l'un des bâtiments les plus significatifs du modernisme d'après-guerre à Dresde.
En plus d'un cinéma de six salles, le bâtiment abrite également un théâtre de marionnettes.